# Avaí
Avaí là một đô thị ở bang São Paulo, Brasil. Thành phố này có dân số (năm 2007) là 4877 người, diện tích là 542,157 km², mật độ dân số 8,8 người/km². Đô thị này nằm ở độ cao 481 m, cách thủ phủ bang São Paulo 325 km. Đô thị này nằm ở khu vực khí hậu cận nhiệt đới. Theo điều tra năm 2000, đô thị này có:
- Tổng dân số 4596 người, trong đó, dân số thành thị: 3196, nông thôn: 1400 người.
- Nam giời: 2392, nữ giới: 2204 người.
- Mật độ dân số 8,48 người/km².
- Tuổi thọ: 69,36 năm.
- Tỷ lệ trẻ dưới 1 tuổi tử vong (trên 1 triệu): 19,57
- Tỷ lệ biết đọc biết viết: 87,80% dân số.
- Chỉ số phát triển con người: 0,748
- Tỷ lệ sinh (trẻ/bà mẹ): 2,64

Đô thị này giáp các đô thị: Bauru, Duartina, Gália, Presidente Alves và Reginópolis